# Municipio de Colerain (condado de Bedford)
El municipio de Colerain (en inglés: Colerain Township) es un municipio ubicado en el condado de Bedford en el estado estadounidense de Pensilvania. En el año 2000 tenía una población de 1.147 habitantes y una densidad poblacional de 10.5 personas por km².

## Geografía
El municipio de Colerain se encuentra ubicado en las coordenadas 39°55′00″N 78°32′29″O / 39.91667, -78.54139.

## Demografía
Según la Oficina del Censo en 2000 los ingresos medios por hogar en la localidad eran de $34,911 y los ingresos medios por familia eran $40,875. Los hombres tenían unos ingresos medios de $27,596 frente a los $20,852 para las mujeres. La renta per cápita para la localidad era de $18,149. Alrededor del 11,0% de la población estaban por debajo del umbral de pobreza.